# Komunistyczna Partia Turcji

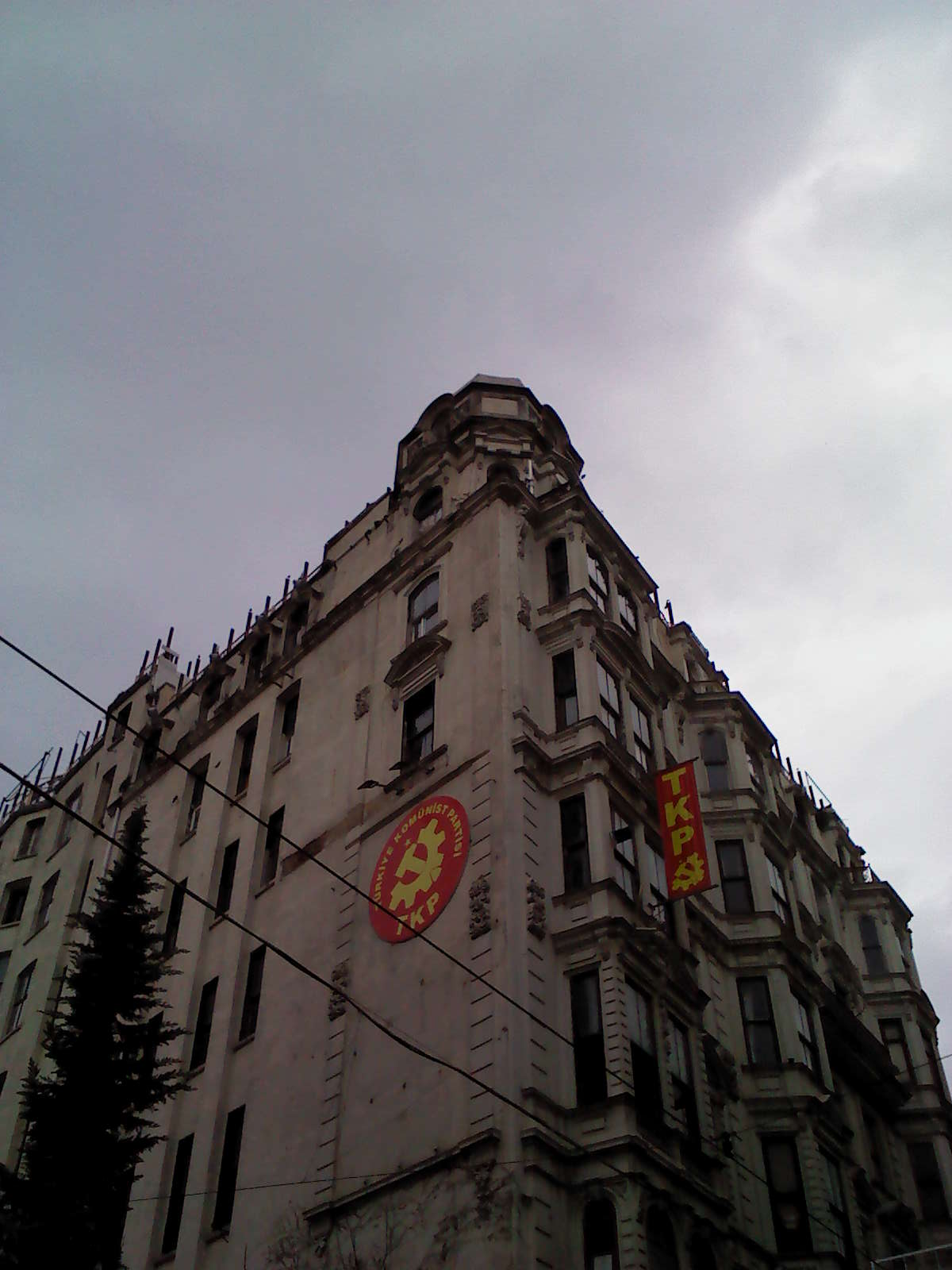
Biuro Komunistycznej Partii Turcji w Stambule

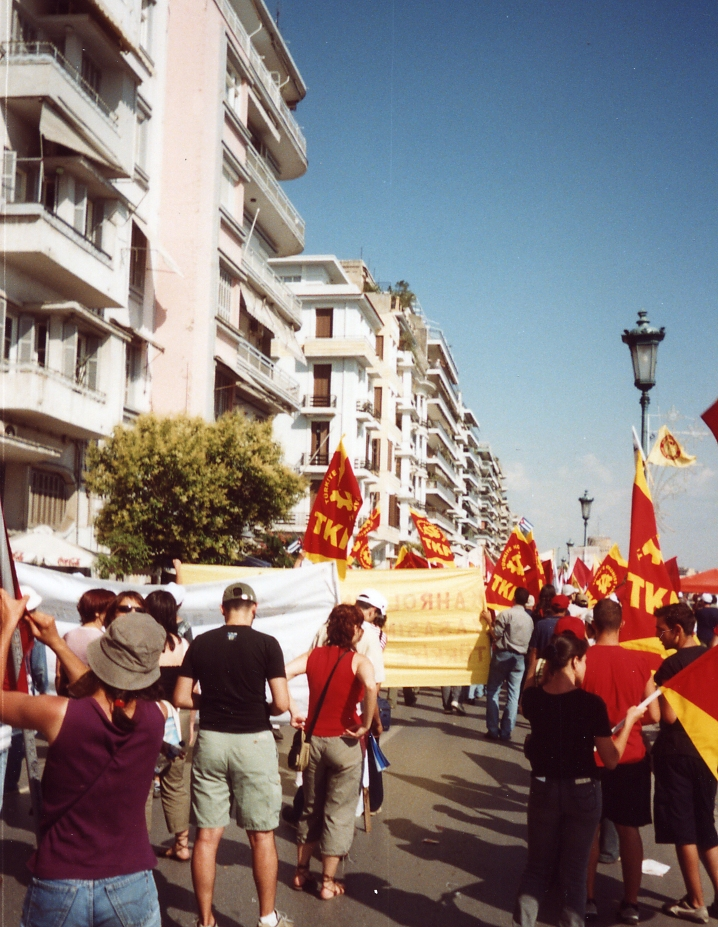
Demonstracja działaczy partii w 2006

Komunistyczna Partia Turcji (tur. Türkiye Komünist Partisi, TKP) – turecka partia polityczna o profilu marksistowsko-leninowskim.
Partia powstała 16 sierpnia 1993 jako Socjalistyczna Partia Władzy (tur. Sosyalist İktidar Partisi, SİP), ale podczas VI Nadzwyczajnego Zjazdu 11 grudnia 2001 zmieniono nazwę na Komunistyczną Partię Turcji, co stanowiło odwołanie do działającej w latach 1920-1988 Komunistycznej Partii Turcji.

## Działania
Partia angażuje się w wiele ogólnokrajowych oraz międzynarodowych akcji. Do bardziej znaczących kampanii bądź osiągnięć można zaliczyć: 
- Wiec przeciwko wojnie w Iraku, kiedy 1 marca 2003 głosowano przeciwko ewentualnemu zaangażowaniu Turcji. Rezolucja utorowała drogę do przeniesienia wojsk amerykańskich na terytorium Turcji i ewentualnego zaangażowania wojsk tureckich w operacje irackie.
- Utworzenie Komitetu Przeciwko Inwazji i Fundacji Pokoju.
- Kampania przeciwko szczytowi NATO w Stambule w 2004.
- Założenie Frontu Patriotycznego (tur. Yurtsever Cephe) przeciwko rosnącym wpływom imperializmu.
- Organizacja masowego wiecu przeciwko rządowi Partii Sprawiedliwości i Rozwoju (AKP) w 2008 w Kadıköy w Stambule.
- Partia przystąpiła do wyborów parlamentarnych w 2011 i otrzymała 61.236 głosów (% 0,14)[4].
- Partia odegrała kluczową rolę w akcji protestacyjnej pracowników Tekel w latach 2009-2010[5][6][7] i brała udział w protestach w parku Gezi w 2013[8].

## Poparcie i wyniki wyborcze partii
- Wybory parlamentarne w 1999: 37 671 głosów (0,12% poparcia) jako Sosyalist İktidar Partisi
- Wybory parlamentarne w 2002: 50 496 głosów (0,19% poparcia)
- Wybory parlamentarne w 2007: 80 092 głosów (0,22% poparcia)
- Wybory parlamentarne w 2011: 64 006 głosów (0,15% poparcia)
- Wybory parlamentarne w 2024: 63 509 głosów (0,12% poparcia)

Największe poparcie do tej pory partia zdobyła w wyborach samorządowych w 2019, gdzie w prowincji Tunceli uzyskała blisko 32,4%, wygrywając z Republikańską Partią Ludową oraz Ludową Partią Demokratyczną. Wywodzący się z KPT Fatih Mehmet Maçoğlu został wybrany burmistrzem Tunceli.
W kwietniu 2021 TKP liczyła ponad 3 564 aktywnych członków, w 2024 już 7 846.